# Горев, Николай Алексеевич
Николай Алексеевич Горев (1905, село Гречушная, теперь Юрьевецкого района Ивановской области, Российская Федерация — ?) — советский государственный деятель, горный инженер, начальник объединения «Укрнефть». Лауреат Ленинской премии (1959). Депутат Верховного Совета УССР 2-3-го созывов.

## Биография
Родился в крестьянской семье. С четырнадцати лет вместе с отцом батрачил. Организовал комсомольскую ячейку в селе Гречушная. Учился на рабочем факультете.
Член ВКП(б) с 1928 года.
В 1935 году окончил Московский нефтяной институт имени Губкина.
С 1935 года работал старшим инженером разведывательной партии по поиску нефти на Забайкалье и в районе горы Золотуха возле города Ромны на Сумщине.
В 1939—1941 годах — старший инженер и партийный организатор ЦК ВКП(б) Роменского треста «Укрнафтопромрозвідка». В 1941—1942 годах — старший инженер и начальник разведки Ильшанской структуры у города Саратова.
С 1942 года — в Красной армии. Участник Великой Отечественной войны. Служил секретарем дивизионной партийной комиссии политического отдела 26-й стрелковой дивизии 44-го стрелкового корпуса 22-й армии, инспектор инспекторской группы Политического управления Ленинградского фронта.
С 1946 года — главный инженер, управляющий Роменского треста «Укрнафтопромрозвідка» Сумской области.
В 1952—1953 годах — начальник «Головнафтогеології» и член коллегии Министерства геологии СССР.
В 1953—1957 годах — начальник объединения «Укрнефть».
С 1957 года — начальник отдела нефтяной и газовой промышленности Госплана Совета Министров Украинской ССР.
Потом — на пенсии.

## Звания
- капитан
- майор

## Награды
- орден Трудового Красного Знамени
- орден Красного Знамени (9.06.1945)
- орден Красной Звезды (5.11.1944)
- лауреат Ленинской премии (1959) за участие в открытии и разведке Шебелинского газового месторождения в УССР
- ордена
- медали